# Rothornspitze
La Rothornspitze est une montagne qui s’élève à 2 393 m d’altitude dans les Alpes d'Allgäu, en Autriche.